# N512 (België)
De N512 is een gewestweg in België tussen Spiere (N353) en de Franse grens bij Herzeeuw waar de weg overgaat in de D660. De weg heeft een lengte van ongeveer 9 kilometer.
De gehele weg bestaat uit twee rijstroken voor beide rijrichtingen samen.

## Plaatsen langs N512
- Spiere
- Dottenijs
- Herzeeuw